# ランシー
ランシー（Lancy）は、スイス連邦ジュネーヴ州のジュネーヴ市の西に隣接する基礎自治体（コミューン）。ジュネーヴの他、カルージュ、オネ、プラン＝レ＝ズゥアト、ローヌ川をはさんでヴェルニエのコミューンに囲まれている。
コミューン内のプライユ（La Praille）地区には、国際サッカー連盟の国際公式試合開催規格を満たす球技場スタッド・ドゥ・ジュネーヴがある。

## データ
- 面積:4.82km²
- 人口:27548人（2008年1月）

## 交通

### 鉄道
- スイス連邦鉄道（CFF、スイス国鉄）

1949年12月15日にコルナヴァン駅からプライユ（La Praille）貨物駅までの貨物線が開業し、スイス連邦鉄道とフランス国鉄との間で直通する貨車の中継拠点となってきたが、2002年12月15日その路線上に旅客駅としてランシー＝ポン＝ルージュ（Lancy-Pont-Rouge）駅が開業し、コルナヴァン駅方面から旅客列車が乗り入れるようになった。

### 市内交通
- Transports Publics Genevois (TPG)
ジュネーヴ州の域内交通を担うTransports Publics Genevois (TPG) の本社・車両基地が所在し、市電（トラム）・バス・トロリーバスがジュネーヴ市と一体の系統で運行されている。